# Martin Rappeneau
Martin Rappeneau (* 5. April 1976 in Neuilly-sur-Seine, Frankreich) ist ein französischer Singer-Songwriter und Komponist. 

## Biografie
Martin Rappeneau ist der Sohn des französischen Filmemachers Jean-Paul Rappeneau und Neffe der Regisseurin Élisabeth Rappeneau. Sein Bruder ist der Autor Julien Rappeneau. Rappeneau studierte Rechtswissenschaften und spielte parallel dazu bereits in unterschiedlichen Bars. Mit La Moitié des choses veröffentlichte er 2003 sein erstes Album und mit seiner Musik zur Dokumentation La moitié des choses debütiert er als Filmkomponist.

## Diskografie
- 2003: La Moitié des choses
- 2006: L'Âge d'or
- 2009: 1800 Désirs

## Filmografie (Auswahl)
- 2005: La moitié des choses
- 2007: Ce soir, je dors chez toi
- 2009: Safari
- 2010: Fasten auf Italienisch (L’Italien)
- 2011: Das verflixte 3. Jahr (L’amour dure trois ans)
- 2011: Die Tuschs (Les Tuche)
- 2015: Rosalie Blum
- 2015: Unter Freunden (Entre amis)
- 2016: Die Weissagung (Damoclès)
- 2019: Der kleine Nick auf Schatzsuche (Le trésor du petit Nicolas)
- 2019: Just a Gigolo
- 2019: Lügen haben kurze Beine (Fourmi)